# Dagmar Albrecht
Dagmar Albrecht (* 13. April 1933 in Dubbertech in Pommern; † 18. Oktober 2004 in Hannover) war eine deutsche Dolmetscherin, Redakteurin, Journalistin, Sachbuch-Autorin und Herausgeberin sowie vielfältig sozial engagierte Heimatforscherin. Unter anderem veröffentlichte sie als Nichte des Widerstandskämpfers Albrecht von Hagen und Zeitzeugin der in Sippenhaft genommenen Familie ihr bundesweit beachtetes Buch Mit meinem Schicksal kann ich nicht hadern …

## Leben
Dagmar Albrecht wurde wenige Tage nach der Machtergreifung durch die Nationalsozialisten im Jahr 1933 geboren als Mitglied des Adelsgeschlechtes von Hagen. Sie wuchs auf dem Landgut ihrer Eltern in Hinterpommern auf, im damaligen Dorf Langen bei Polzin.
Dagmars Onkel war der Jurist und Widerstandskämpfer Albrecht von Hagen, der als Angeklagter nach dem – fehlgeschlagenen – Attentat auf Adolf Hitler vom 20. Juli 1944 mitten im Zweiten Weltkrieg zum Tode verurteilt wurde. In der Folge kamen dessen Witwe, Eltern und Geschwister in Sippenhaft. So kamen auch die Eltern von Dagmar von Hagen bis Herbst 1944 ins Gefängnis, während sie selbst und andere Kinder der Inhaftierten in ein Kinderheim verbracht wurden, wo sie zu den „Verachteten und Geächteten“ zählten. Erst auf der Flucht und im Zuge der Vertreibung bei Kriegsende konnte Dagmar gemeinsam mit Erica von Hagen auf einem Treckwagen fliehen, aufgrund von Straßensperren zunächst jedoch nur bis in die Nähe des Familiengutes in Langen. Als die Fliehenden einem Soldaten der Roten Armee dann jedoch Zeitungsartikel und andere Schriftstücke mit Bezug zum 20. Juli 1944 zeigten, ließ der Soldat die Notleidenden unter großer Achtungsbezeugung passieren. Im Winter 1945/46 zog Dagmar drei Monate lang mit ihren Geschwistern, ihrer Mutter und ihrer Großmutter und mit ihnen zeitweilig sämtliche überlebenden Bewohner des Dorfes Dubbertech bis nach Freiburg an der Niederelbe.
Als Jugendliche besuchte Dagmar von Hagen öffentliche und private Schulen. 1952 legte sie in Hannover ihr Abitur ab. Anschließend hielt sie sich längere Zeit in Frankreich und Südamerika auf, studierte dann in den USA Soziologie, Psychologie, Geschichte, Literatur und Zeitungswissenschaften.
Zurück in Deutschland, arbeitete von Hagen ab 1956 in Hamburg, erst als Volontärin, dann als Redakteurin beim Hamburger Abendblatt, bevor sie sich als freie Journalistin selbständig machte und für verschiedene Publikationen verantwortlich zeichnete. Sie heiratete den Kaufmann Hans-Peter Albrecht, mit dem sie drei Kinder bekam, darunter die Schauspielerin Nicola Schlösser.
Ab 1966 bezeichnete Dagmar Albrecht den hannoverschen Stadtteil Marienwerder, wo sie in der Gartenhofsiedlung am Westermannweg 22 wohnte, für sich und ihre Familie als ihr Zuhause. In den 1980er Jahren initiierte sie gemeinsam mit ihrem Ehemann die dann regelmäßig in der Kirche des Klosters Marienwerder im Hinüberschen Garten aufgeführte Konzertreihe „Musik für Spaziergänger“.
Dagmar Albrecht war Vorsitzende im Ortsverband Hannover des Kinderschutzbundes und setzte sich als Mitglied und stellvertretende Vorsitzende im Landeselternrat Niedersachsen für die Entwicklungsmöglichkeiten von Kindern und Jugendlichen in der bundesrepublikanischen Leistungsgesellschaft ein. Nachdem sie den Landeswettbewerb Jugend zeichnet und gestaltet ins Leben gerufen hatte, dessen Trägerverein sie später zur Ehrenvorsitzenden wählte, wurde sie 1984 mit der Verleihung des Bundesverdienstkreuzes am Bande der Bundesrepublik Deutschland geehrt.
Von 1990 bis 1996 war Albrecht der Medizinischen Hochschule Hannover (MHH) durch ihre langjährige Mitarbeit in der Strukturkommission 2000 verbunden. 1993 ernannte der Senat der MHH die Journalistin, die insbesondere das Zusammenwirken von Forschung, Lehre und Krankenversorgung förderte, zur Ehrensenatorin der Hochschule.
1992 veröffentlichte die Heimatforscherin das von verschiedenen Autoren verfasste Buch Heute in Marienwerder. Ein Stadtteilbuch über verschiedene Leute, historische Sehenswürdigkeiten, Umwelt und Natur.

## Schriften (Auswahl)
- Dagmar Albrecht (Hrsg.): Heute in Marienwerder. Ein Stadtteilbuch über verschiedene Leute, historische Sehenswürdigkeiten, Umwelt und Natur, Hannover-Marienwerder: D. Albrecht, 1992
- Dagmar Albrecht:
  - Mit meinem Schicksal kann ich nicht hadern… Sippenhaft in der Familie Albrecht von Hagen, Berlin: Dietz Verlag, 2001, ISBN 978-3-320-02018-7
  - No puedo renegar de mi destino. Albrecht von Hagen y la conspiración contra Hitler (20-VII-1944) (= spanische Ausgabe von Mit meinem Schicksal kann ich nicht hadern …), trad. de Irene Prüfer Leske, Alicante: Publ. de la Universidad de Alicante, 2010, ISBN 978-84-9717-082-6
- Dagmar Albrecht et al.: Marienwerder heute. Ein Stadtteil von Hannover. historisch – stadtnah – naturbezogen, 2. veränderte Auflage, Hannover-Marienwerder: [Selbstverlag], 2003